# 川黔千金榆
川黔千金榆（学名：Carpinus fangiana）是桦木科鹅耳枥属的植物，是中国的特有植物。分布于中国大陆的广西、云南、贵州、四川等地，生长于海拔700米至2,100米的地区，常生于山坡林中，目前尚未由人工引种栽培。